# ARA Bahía Buen Suceso
Le ARA Bahía Buen Suceso est un transport de troupes de la Marine argentine construit en 1950 au chantier naval Halifax Shipbuilding Ltd. d′Halifax. Il participe à la guerre des Malouines en tant que transport de troupes chargé de réapprovisionner les garnisons argentines éparpillés autour des îles. Le 15 juin 1982, il est capturé par la Royal Navy après s'être échoué à Fox Bay, il est sabordé le 21 octobre 1982.

## Histoire
Le Bahía Buen Suceso est un transport de troupes de la Marine argentine construit en 1950 au chantier naval Halifax Shipbuilding Ltd. d′Halifax. Il est mis en service en juin 1950.
En 1958, il emmène un équipage en Angleterre afin de conduire le porte-avions ARA Independencia récemment acquis par la Marine argentine.
En 1969, le navire effectue une traversée de l'océan Atlantique afin de se rendre dans plusieurs villes européennes (Gênes, Bruges, Rotterdam, Amsterdam, Portsmouth, Édimbourg, Dublin…) afin d'y récupérer des armes en échange de blé. Au cours d'un voyage en Manche, il heurte le pétrolier Asprella et est réparé au chantier naval Ferrol de Vigo.
En 1982, il commence une liaison régulière entre l'Argentine et les îles Malouines, probablement en prévision de la guerre des Malouines.[réf. nécessaire]

### Guerre des Malouines
Le 19 mars 1982, l'ARA Bahía Buen Suceso débarque des ferrailleurs argentins en Géorgie du Sud. Il navigue ensuite entre Port Stanley et le détroit des Malouines. Le 6 mai, alors qu'il navigue vers le Sud, il capture la goélette Penelope de la compagnie anglaise Falkland Islands Company (en) ancrée près de l'île Speedwell. Le lendemain, l'équipage est remplacé par un équipage argentin et l'embarcation est considéré comme prise de guerre.
Alors qu'il est dans la Fox Bay, l'ARA Bahía Buen Suceso est attaqué par deux avions du porte-avions HMS Hermes, ce qui endommage sa passerelle de navigation et sa salle des machines. L'un des deux avions est endommagé pendant l'attaque mais parvient à regagner le porte-avions en sécurité.
À la suite de l’attaque, le navire reste dans la Fox Bay. Au cours d'une tempête, il s'échoue sur la plage. Après la guerre, il est remorqué à San Carlos où sa cargaison de munitions est vidée, puis le navire est remorqué vers la haute mer le 21 octobre 1982 où il sert de cible d'entrainement. Il est attaqué par plusieurs avions et reçoit une torpille du sous-marin HMS Onyx.

### Sources et bibliographie
- (en) Chris Hobson, Falklands Air War, Hinckley, Midland Pub., 2002 (ISBN 1-85780-126-1)